# Jestem obcy
Jestem obcy – ballada rockowa zespołu IRA pochodząca z ostatniej szóstej płyty zespołu przed zawieszeniem działalności Ogrody. Została zamieszczona na siódmej pozycji na krążku, trwa równe 5 minut i jest jednym z dłuższych utworów znajdujących się na płycie.
Tekst utworu opowiada o człowieku, który pewnego dnia staje się zupełnie obcym w swoim własnym mieście, własnych snach, pośród ludzi. Zostaje sam ze swymi problemami, z dala od przyjaciół czy najbliższych. Próbuje odnaleźć los, dzięki któremu kiedyś był szczęśliwy, jednak zaczyna zdawać sobie sprawę z tego, że już nie powróci, czasu nie cofnie.
Brzmienie utworu początkowo utrzymane jest w spokojnym, stonowanym balladowym klimacie, który dopiero niemal w połowie utworu przyspiesza tempo. Utwór posiada także melodyjną solówkę gitarową.
Kompozytorem utworu jest gitarzysta Piotr Łukaszewski, natomiast tekst napisał wokalista Artur Gadowski.
Utwór był regularnie grany podczas trasy promującej płytę Ogrody, która odbyła się na przełomie września i października 1995 roku. Wraz z utworem Światło we mgle stał się najbardziej popularnym utworem z ostatniej płyty.
Do utworu został nakręcony również teledysk. Scenarzystą oraz reżyserem clipu był Jerzy Grabowski.
Po reaktywacji grupy jest niemalże zawsze grany na koncertach grupy, i cieszy się ogromną popularnością wśród fanów grupy. 
Jest jedynym utworem z płyty Ogrody, który jest dziś grany na koncertach.
Utwór został wykonany m.in. na specjalnym koncercie z okazji 15-lecia istnienia zespołu w 2003 roku, który się odbył w Radomiu, oraz na urodzinowym koncercie w krakowskim klubie "Studio" z okazji 18. urodzin.

## Teledysk
Clip kręcono w grudniu 1995 roku, kręcony był przez trzy dni po kilkanaście godzin w minusowych temperaturach w jednej z hal. Szczególne kontrowersje wywołała ostatnia scena clipu. Do nakręcenia jej było już tak mało taśmy, że nie było możliwości powtórzenia tej sceny. Pirotechnik zamontował Gadowskiemu na głowie pod włosami ładunek wybuchowy. Ta scena wywołała sporo zamieszania, była nawet rozważana możliwość aby tej sceny nie ukazywać w clipie, ale ostatecznie zdecydowano inaczej. Po premierze teledysku w telewizji, w styczniu 1996 roku, wiele stacji nie chciało emitować tego clipu ze względu na tę ostatnią scenę. Teledysk do dziś często jest emitowany w stacjach telewizyjnych.
(Źródło: ira.art.pl)

## Twórcy
IRA
- Artur Gadowski – śpiew, chór
- Wojtek Owczarek – perkusja
- Piotr Sujka – gitara basowa, chór
- Kuba Płucisz – gitara rytmiczna
- Piotr Łukaszewski – gitara prowadząca

Produkcja
- Nagrywany oraz miksowany: Studio S-4 w Warszawie w dn. 12 czerwca – 30 lipca 1995 roku
- Producent muzyczny: Leszek Kamiński
- Realizator nagrań: Leszek Kamiński
- Kierownik Produkcji: Elżbieta Pobiedzińska
- Mastering: Classicord – Julita Emanuiłow oraz Leszek Kamiński
- Aranżacja: Piotr Łukaszewski
- Tekst utworu: Artur Gadowski
- Projekt graficzny okładki: Katarzyna Mrożewska
- Opracowanie i montaż zdjęć: Piotr Szczerski ze studia Machina
- Zdjęcia wykonała: Beata Wielgosz
- Sponsor zespołu: Mustang Poland

## Miejsca na listach przebojów
| Pozycja | 38 | 26 | 23 | 21 | 29 | 36 |

- Utwór znajdował się na liście od 3 marca do 7 kwietnia 1996 roku